# Associatie van kringmos en geplooid palmpjesmos
De associatie van kringmos en geplooid palmpjesmos (Neckero-Plasteurhynchietum) is een associatie uit het verbond van glad kringmos (Neckerion complanatae). 

## Naamgeving en codering
| Anomodonto viticulosi-Leucodontetum sciuroidis Wísniewski 1930 |
| Neckero complanatae-Plasteurhynchietum Cortini Pedrotti 1988   |

- Syntaxoncode voor Nederland (rVvN): r56Ba02

De wetenschappelijke naam Neckero-Plasteurhynchietum is afgeleid van de botanische namen van twee diagnostische bladmossoorten van de associatie. Dit betreft glad kringmos (Neckera complanata) en geplooid palmpjesmos (Plasteurhynchium striatulum).

## Ecologie

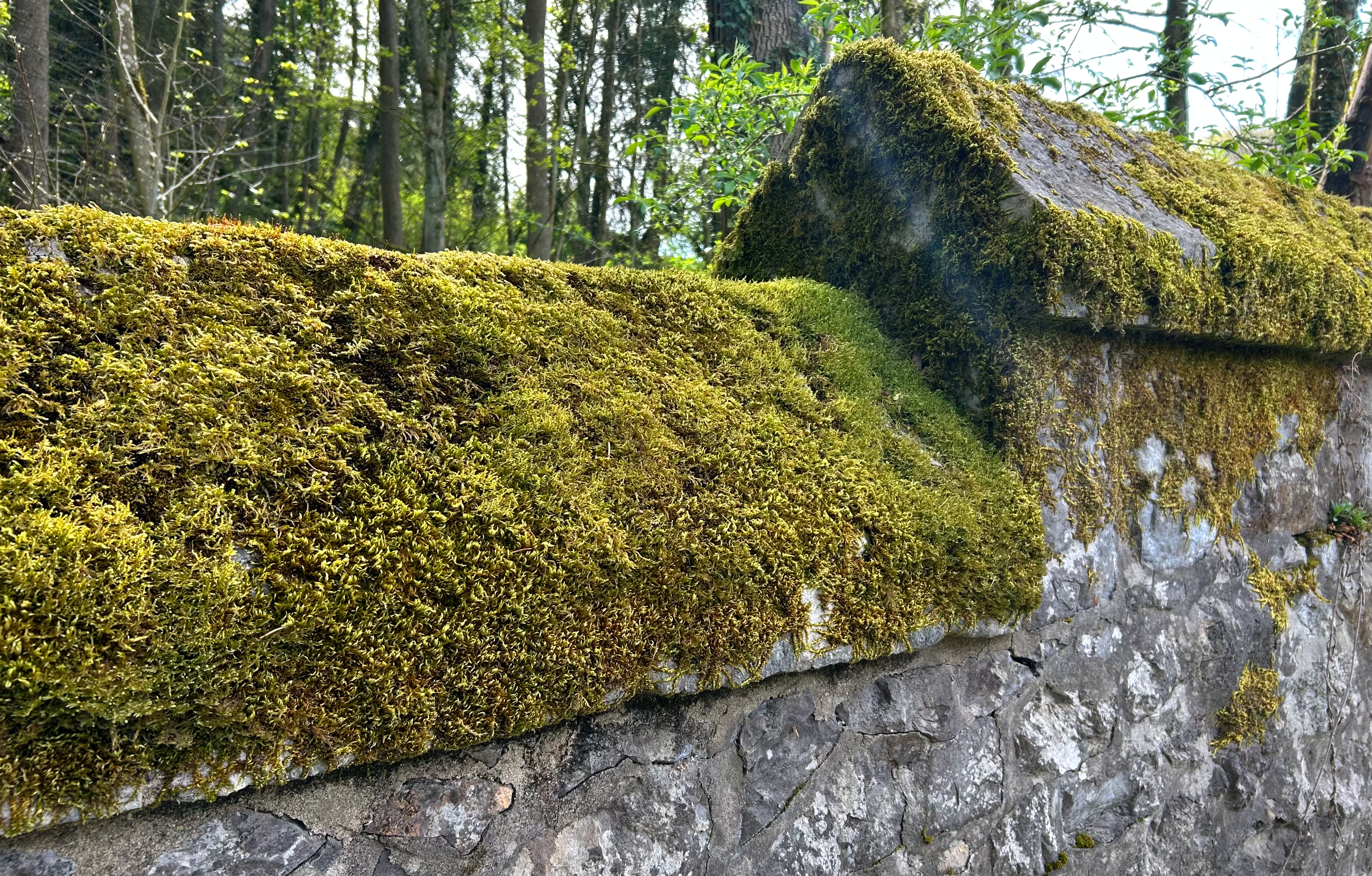
De associatie als muurvegetatie op de ezelsrug en muurkroon van een oude muur.

De associatie van kringmos en geplooid palmpjesmos omvat rots- en muurvegetatie van oude, kalkrijke steen op beschaduwde, droge maar wel vaak luchtvochtige, mesotrofe tot meso-eutrofe standplaatsen. Het komt vooral voor op rotsblokken in hellingbossen. Ook koloniseert de associatie muren en andere bouwwerken van basenrijke steen.

## Verspreiding
Het verspreidingsgebied van de associatie van kringmos en geplooid palmpjesmos strekt zich uit over Europa. In Nederland is de associatie zeer zeldzaam; er komen alleen associatiefragmenten voor.

## Diagnostische taxa
In de onderstaande synoptische tabel staan de belangrijkste diagnostische taxa voor de associatie van kringmos en geplooid palmpjesmos.
| Diagnostiek       | Triviale naam        | Botanische naam             | Opmerking |
| ----------------- | -------------------- | --------------------------- | --------- |
| associatiekentaxa | geplooid palmpjesmos | Plasteurhynchium striatulum |           |
| verbondskentaxa   | glad kringmos        | Neckera complanata          |           |
| klassekentaxa     | gewoon zijdemos      | Homalothecium sericeum      |           |
| klassekentaxa     | echt iepenmos        | Zygodon viridissimus        |           |

## Fotogalerij

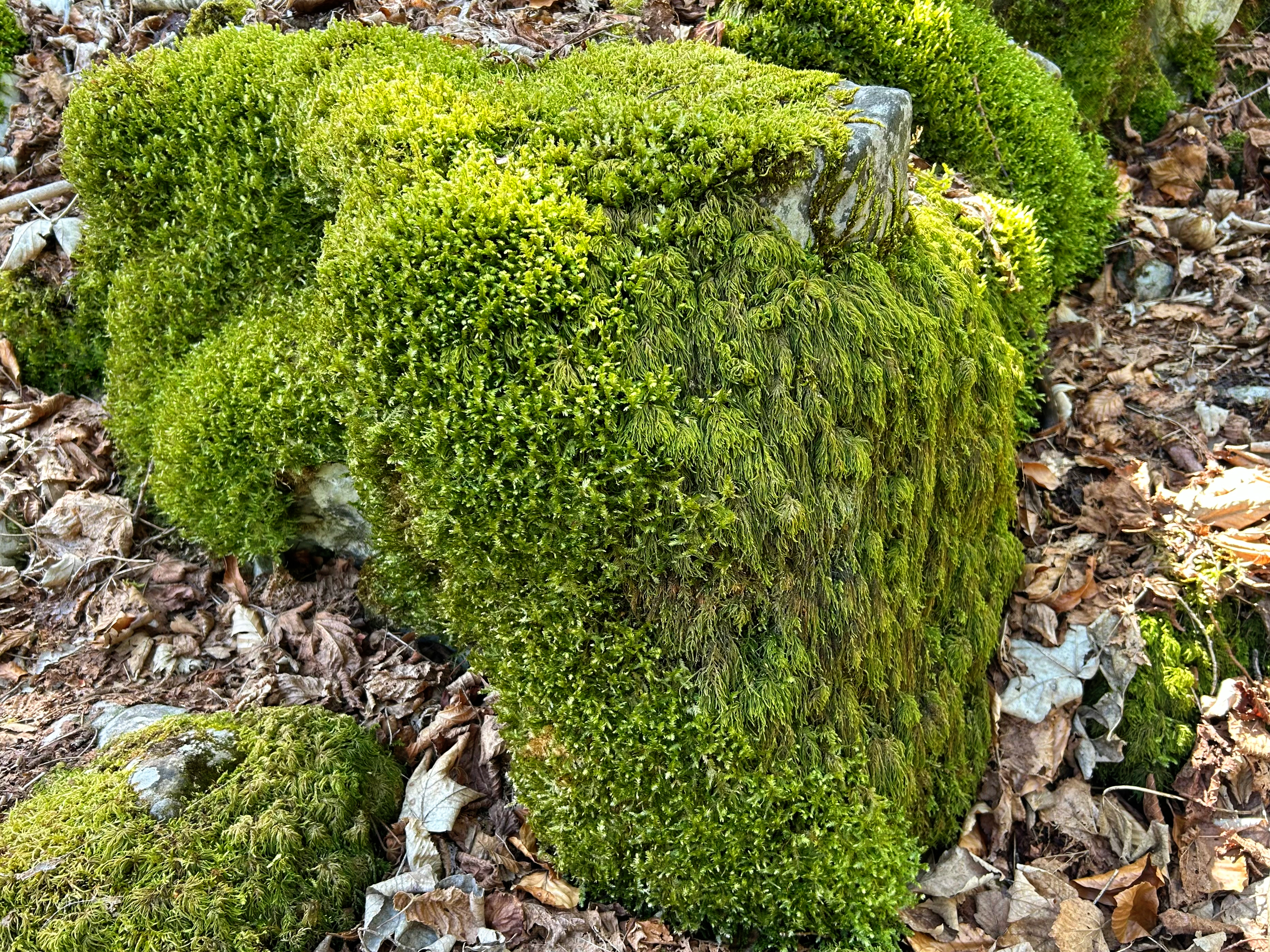
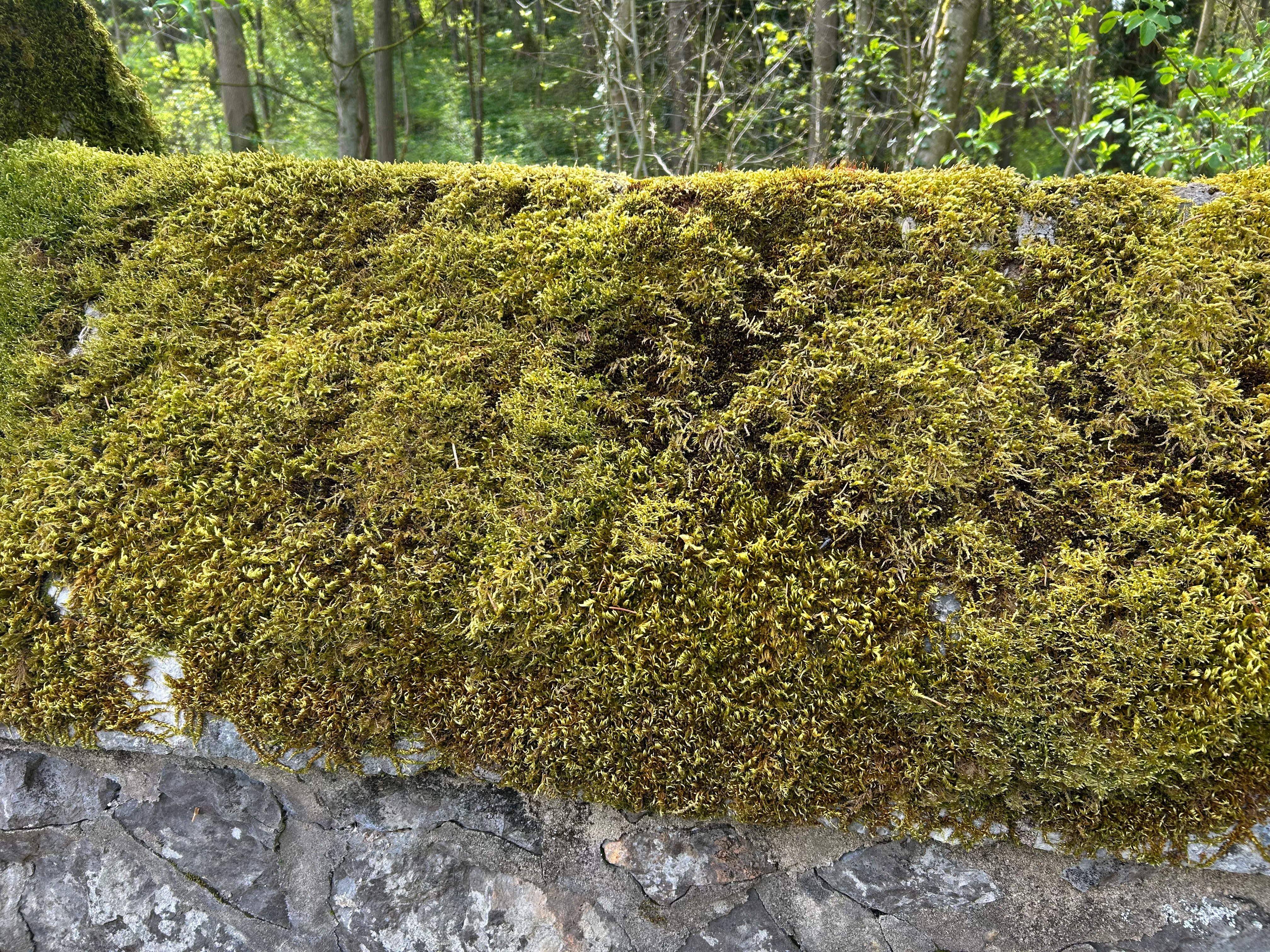